# Rhipidure des Saint-Matthias
Rhipidura matthiae
Espèce
Statut de conservation UICN

 NT  : Quasi menacé
Le Rhipidure des Saint-Matthias (Rhipidura matthiae) est une espèce de passereaux de la famille des Rhipiduridae.

## Répartition et habitat
Il est endémique des îles Mussau de 400 km2 en Papouasie-Nouvelle-Guinée. C'est une espèce de forêt, qui tolère aussi les habitats dégradés.